# Český rozhlas Sport
Český rozhlas Sport byla celoplošná sportovní stanice Českého rozhlasu, která vysílala v letech 2014–2017.

## Historie
Jednalo se o digitální vysílání, které nebylo šířeno analogově ve VKV pásmu, ale pouze na internetu a v některých DAB+ sítích. Hlavními programovými prvky byly přímé reportáže ze sportovních akcí. Prvním vysílaným přenosem byl v úterý 29. července 2014 od 19:30 hod. fotbalový zápas AC Sparta Praha – Malmö FF. V okamžiku, kdy stanice nevysílala žádnou živou reportáž ze zápasu, opakovala se smyčka, která informovala o tom, kdy začne další reportáž, případně díky archivním materiálům připomínala významné sportovní události historie, o kterých Český rozhlas také vysílal.
Stanice nabídla 12. srpna 2014 posluchačům jako první v ČR tzv. vizuální rádio, tedy internetový stream (a DAB+ vysílání) doplněný o obrazovou slideshow. Tato slideshow obsahovala startovní a výsledkové listiny, fotofiniš, citace a fotografie z atletických klání.
Stanice ukončila vysílání 17. ledna 2017. Roku 2021 byl provoz sportovní stanice obnoven, tentokrát pod názvem Český rozhlas Radiožurnál Sport.